# Bekistingsplaatvloer

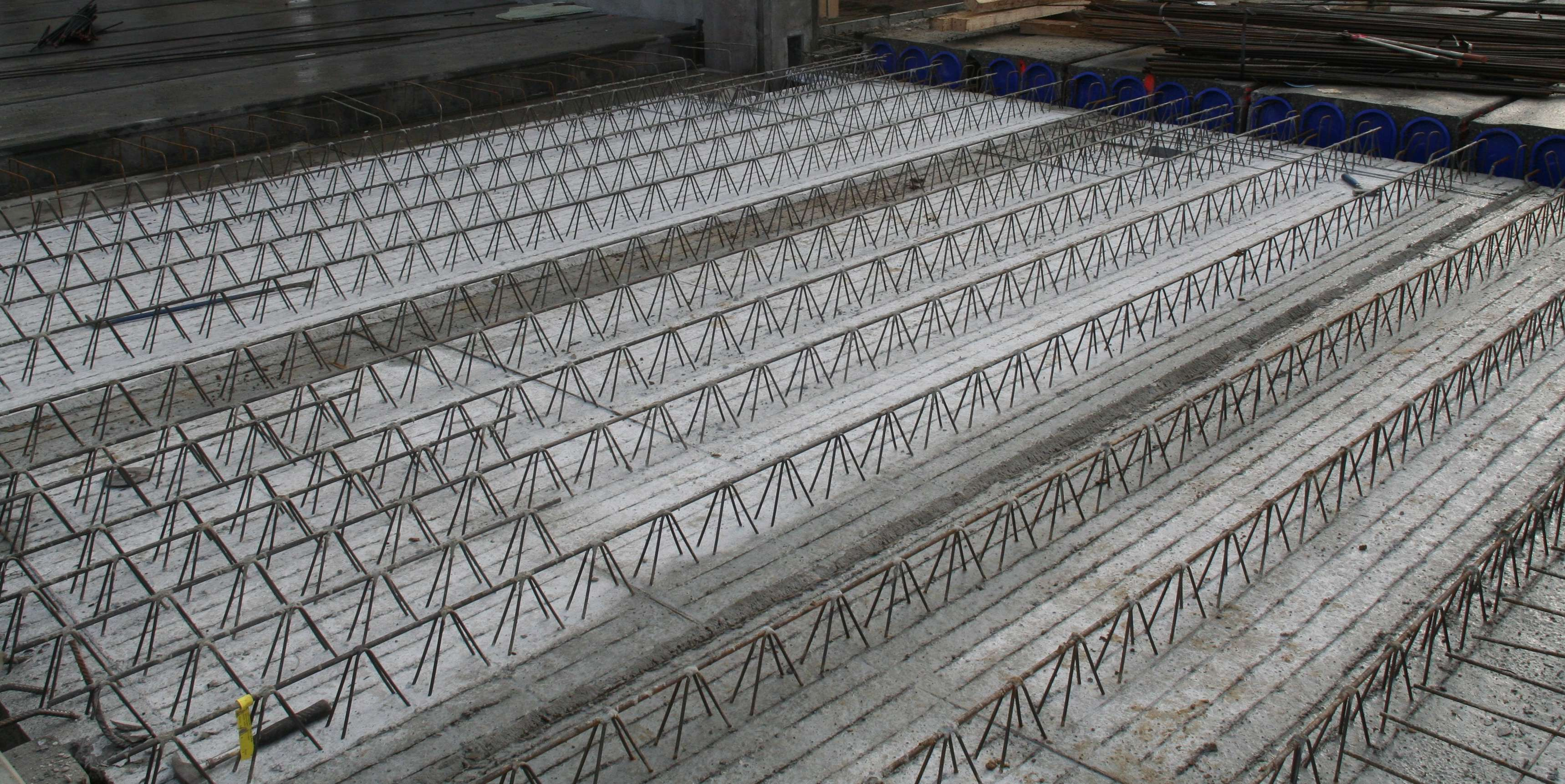
Aaneengesloten elementen die een breedplaatvloer vormen. De doorlopende tralieliggers zijn zichtbaar, de bovenwapening moet nog aangebracht worden. Geheel boven in de foto zijn kanaalplaatvloeren en losse wapeningsstaven te zien

Een bekistingsplaatvloer, breedplaatvloer of predal (België) is een vrijdragende systeemvloer en bestaat uit een circa 50 mm dikke vlakke rechthoekige elementen die gemaakt zijn van voorgespannen prefab beton met doorlopende tralieliggers. De vloer is in verschillende diktes, lengtes en breedtes verkrijgbaar. De elementen zijn maximaal 13 000 mm lang, 2 500 mm breed, 100 mm hoog (zonder betonlaag). De paslengte is onbeperkt mits er voldoende dekking op de strengen ligt. De strengen zijn de voorgespannen staalstaven in het beton. De vloeren zijn in verschillende vormen verkrijgbaar, mits er voldoende oplegging mogelijk is en zijn zowel geschikt voor woningbouw als utiliteitsbouw.

## Bewerking
Op de bouwplaats wordt een wapeningsnet op de tralieliggers gevlochten en een constructief meewerkende betonlaag op de vloer gestort. Hierdoor ontstaat er een monoliete vloer. Tijdens het bewerken worden de installaties tussen en onder de tralieliggers gelegd.
Tijdens het bewerken van de vloer tot twee weken na het storten van de betonlaag worden de vloeren onderstempeld tussen de opleggingen in. Dit wordt gedaan, omdat de prefab bekistingsvloer zonder de wapening en de betonlaag niet constructief dragend genoeg is om het gewicht van zichzelf, de installaties en de werklieden te kunnen dragen. Overigens moet de betonlaag hard genoeg zijn voordat de onderstempeling weggehaald wordt.

## Bollenplaatvloer

Principe van een bollenplaatvloer

Een variant op de normale bekistingsplaatvloer is de bollenplaatvloer. Dit is een bekistingsvloer waarbij het constructieve deel van de vloer, wat minder van belang is, voorzien is van kunststofbollen. Hierdoor zit er minder beton in de vloer en wordt het gewicht van de vloer aanzienlijk verminderd in vergelijking met een massieve vloer van dezelfde dikte. Vanuit de fabriek worden de elementen voorzien van wapeningskorven met kunststofbollen tussen in verwerkt. Op de bouwplaats worden de elementen tot een geheel gestort. Doordat niet overal beton zit moet er echter bij latere aanpassingen hiermee rekening gehouden worden. Dit gebeurt niet altijd zorgvuldig; de instorting van een parkeergarage op de luchthaven Eindhoven in 2017 werd geweten aan het ondeskundig aanlgeggen van een dergelijke vloer. 